# Methylmagnesiumiodid
Methylmagnesiumiodid ist eine chemische Verbindung aus der Gruppe der Organomagnesiumverbindungen.

## Gewinnung und Darstellung
Methylmagnesiumiodid kann durch Reaktion von Iodmethan und Magnesium-Spänen in etherischer Lösung gewonnen werden. Die Verbindung bildet in Lösung dimere Strukturen, die durch das Schlenk-Gleichgewicht beschrieben werden.

## Verwendung
Methylmagnesiumiodid wird bei organischen Synthesen verwendet. Bei Grignard-Reaktionen mit der Verbindung ergeben Additionen an Carbonylverbindungen sekundäre oder tertiäre Alkohole, an Imine oder Nitrile α-verzweigte Amine. Die Verbindung öffnet Epoxide zu Alkoholen. Durch Reaktion mit Elementhalogeniden erhält man Methylelement-Verbindungen. In der organischen Analytik wird Methylmagnesiumiodid zur Zerewitinoff-Bestimmung (siehe aktiver Wasserstoff) eingesetzt.